# 김종달
김종달(1946년 5월 28일 ~ )은 대한민국의 유도 선수이다. 그는 1964년 하계 올림픽 남자 헤비급 경기에 출전했었다.